# Riva (företag)
Riva S.p.A. är en italiensk tillverkare av motorbåtar.
Riva grundades av Pietro Riva (född 1822), som växte upp vid Comosjön. Han utbildade sig till båtbyggare och flyttade vid 20 års ålder till Iseosjön som reparatör av fiskebåtar. Han grundade där i Sarnico i provinsen Bergamo sitt eget båtvarv 1842. Ett av hans fem barn med Lucrezia Taroni, Ernesto Riva, tog över faderns båtvarv. Ernesto dog i en arbetsolycka på sitt varv 1907, varefter hans son Serafino tog över varvet. Serafino Riva var också intresserad av båtracing.
Sonen Carlo Riva (1922–2017) kom att utveckla familjeföretaget till ett världskänt företag. År 1950 byggdes det första exemplaret av båtmodellen Ariston på 6,24 meters längd. År 1962 presenterades modellen Riva Aquarama.
Riva ingår sedan 2000 i den italienska Ferettikoncernen. Tillverkning sker i Sarnico och i La Spezia i Italien. 